# Tammy Jackson
Tammy Eloise Jackson (Gainesville, 3 dicembre 1962) è un'ex cestista statunitense, professionista nella WNBA.

## Carriera
Dopo l'esperienza nel college, si trasferisce nel 1985 in Svezia nel Solna IF, dopo disputa tre stagioni nella Elitserien damer vincendo tre titoli.
Nel 1988 Passa nel campionato spagnolo nella squadra di Lugo, la Xuncas Baloncesto, dove giunge seconda..
L'anno successivo è in Italia in Serie A1, nel roster della neo promossa Pallacanestro Femminile Schio.
Tre anni nel campionato giapponese nel Chanson Cosmetics, nel 1994-95 ritorna in Italia nell'Alcamo.
Rientrata in patria, partecipa alla nascente WNBA.

## Palmarès
- Campionato WNBA: 4

Houston Comets: 1997, 1998, 1999, 2000